# Cardeal-do-deserto
O cardeal-do-deserto (Cardinalis sinuatus), conhecido em inglês como pyrrhuloxia [ˌpɪrəˈlɒksiə], é um pássaro canoro norte-americano de tamanho médio encontrado no sudoeste dos Estados Unidos e no norte do México. Essa espécie distinta, com bico curto e robusto, crista e asas vermelhas, é muito parecida com o cardeal-nortenho e o cardeal-caribenho, que pertencem ao mesmo gênero.

## Taxonomia
O cardeal-do-deserto é uma das três aves do gênero Cardinalis da família Cardinalidae, um grupo de aves passeriformes encontradas nas Américas do Norte e do Sul.
Seu nome pyrrhuloxia - que já fez parte de seu nome científico - vem de termos em grego que descrevem sua coloração (πυρρος = pyrrhos = avermelhado ou laranja) e o formato de seu bico (λοξος = loxos = oblíquo). O nome comum, cardeal-do-deserto, refere-se ao fato de ele habitar o sudoeste dos Estados Unidos e, muitas vezes, regiões áridas do continente norte-americano.

## Descrição
O cardeal-do-deserto é um pássaro canoro de tamanho médio; o comprimento para ambos os sexos é de cerca de 21 cm, enquanto o peso típico é de 24-43 g.
As diferenças mais óbvias entre o cardeal-do-deserto macho e o cardeal-nortenho estão em sua coloração. O cardeal-do-deserto é predominantemente cinza-acastanhado, com peito vermelho, máscara vermelha e bico amarelo, semelhante ao de um papagaio, que é robusto e arredondado. As fêmeas das duas espécies se assemelham muito mais, mas os formatos de seus bicos são diagnósticos. Os cantos das duas espécies são idênticos, embora o do cardeal-do-deserto não seja tão alto. Esse cardeal mantém a característica crista vermelha, longa e pontiaguda presente em todas as espécies.

## Distribuição e habitat
O cardeal-do-deserto é uma espécie que vive o ano todo em matas desérticas e moitas de algaroba nos estados americanos do Arizona, Novo México e Texas e nas bordas de florestas no México. Ocupa a metade sudoeste do Texas, aproximadamente o terço sul do Novo México e a região sudeste do Arizona. Sua área de distribuição inclui áreas da costa oeste a leste do México, ao norte da Serra Madre do Sul, do Eixo Neovulcânico e do Istmo de Tehuantepec, excluindo a Sierra Madre Ocidental. Um indivíduo da espécie teria sido visto tão longe de sua área de distribuição dominante quanto Costa Mesa, Califórnia, no Condado de Orange.
Esse cardeal é relativamente não migratório, embora ocasionalmente possa se afastar um pouco ao norte de sua área de distribuição habitual. Ele prefere o habitat ao longo dos leitos dos riachos. Em áreas onde a área de distribuição do cardeal-do-deserto e do cardeal-nortenho se sobrepõem, pode ocorrer hibridização entre eles.

## Ecologia
Na época de reprodução, os cantos são usados para estabelecer e defender territórios. Um canto tem um som agudo e claro, “wha-cheer, wha-cheer”, enquanto outro é característico de um “quink” metálico. As fêmeas também cantam, mas usam notas mais suaves e monótonas. Um breve “cheep” ou “chip” é um chamado de contato regular dado por ambos os sexos durante a busca de alimentos.

### Dieta
A dieta do cardeal-do-deserto consiste em sementes, frutas e insetos. Ao procurar alimentos, o cardeal-do-deserto pega insetos das árvores e colhe sementes predominantemente dos talos de gramíneas e plantas semelhantes. Ele também procura frutos de cactos para consumo. Essa ave é benéfica para os campos de algodão, pois ajuda a comer as populações de vermes e gorgulhos. Essa espécie de cardeal também visita os alimentadores de aves e, no inverno, forrageia em bandos enormes, às vezes com milhares de indivíduos.

### Reprodução
A época de reprodução desse cardeal geralmente começa em meados de março e termina em meados de agosto. À medida que a estação de reprodução se aproxima, os territórios são estabelecidos e defendidos pelo macho. O macho defende o território afugentando intrusos e cantando de um bom ponto de observação. Onde os territórios de reprodução do cardeal-do-deserto e do cardeal-nortenho se sobrepõem, não foram observados conflitos interespecíficos.
O cardeal-do-deserto coloca seu ninho em um arbusto denso, geralmente escondido. O ninho é pequeno e tem a forma de uma tigela ou xícara, sendo feito de grama, galhos ou pedaços de casca de árvore. As ninhadas de dois a quatro ovos são mais comuns, e os ovos são esbranquiçados com manchas verdes ou cinzas. Durante um período de incubação de duas semanas, o macho leva comida para a fêmea. Ao eclodir, os filhotes são indefesos e têm um bico amarelo brilhante com um revestimento vermelho ao redor da boca. Geralmente, os filhotes aprendem a voar com cerca de 10 dias de idade. Porém, a ave jovem pode esperar até um mês antes de aprender a voar, tornando-se independente e alimentando-se em grandes bandos. Durante esse período, a ave atinge seu crescimento completo.

## Relação com os seres humanos
Como grandes áreas do habitat do cardeal-do-deserto em sua faixa norte foram perdidas para os seres humanos, ao contrário do cardeal-nortenho, as populações do primeiro parecem estar em um leve declínio.

## Galeria de fotos

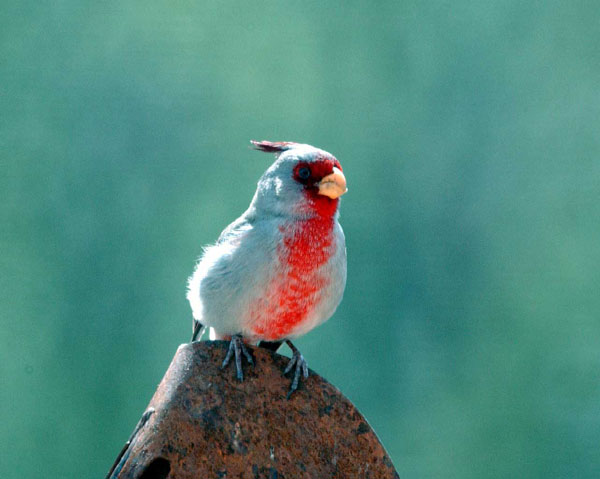
Macho em Tucson, Arizona.
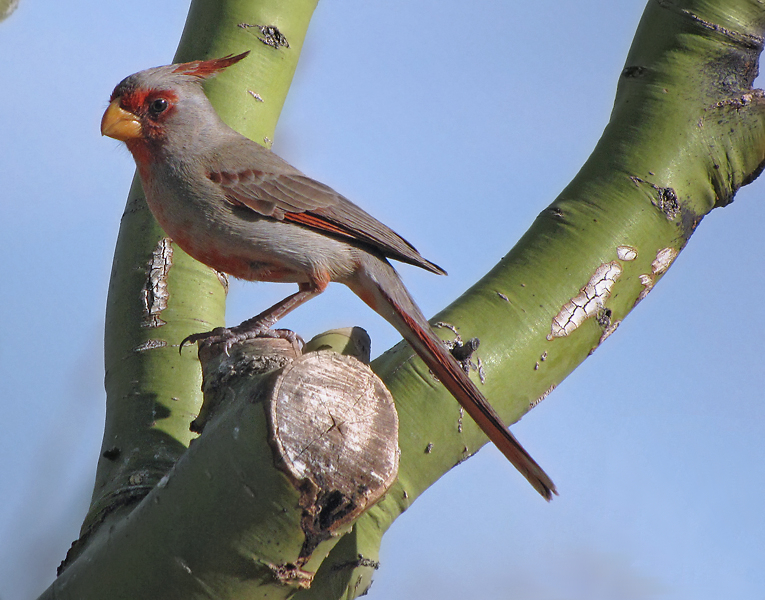
Macho em Tuscon, Arizona.
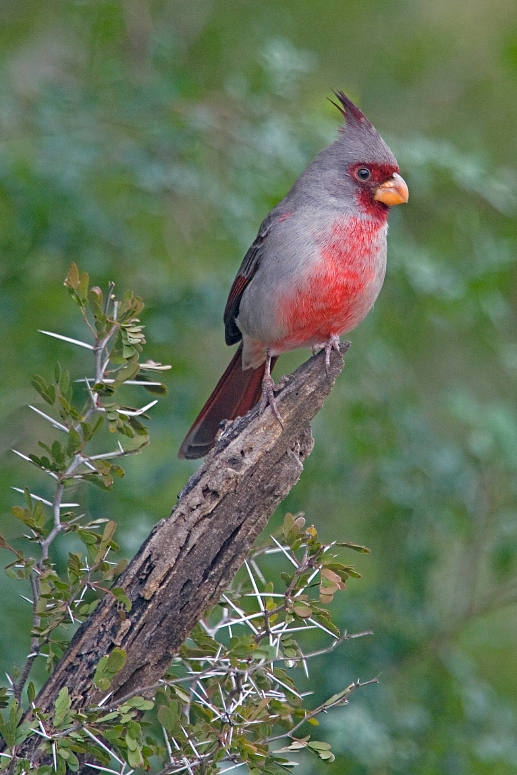
Macho em Roma, Texas.
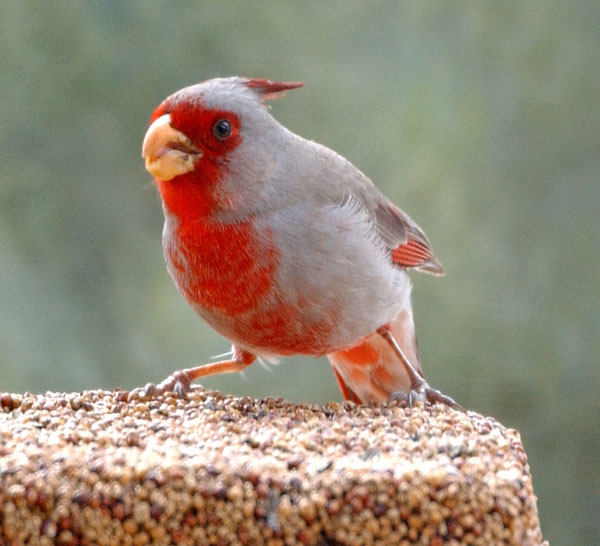
Macho.
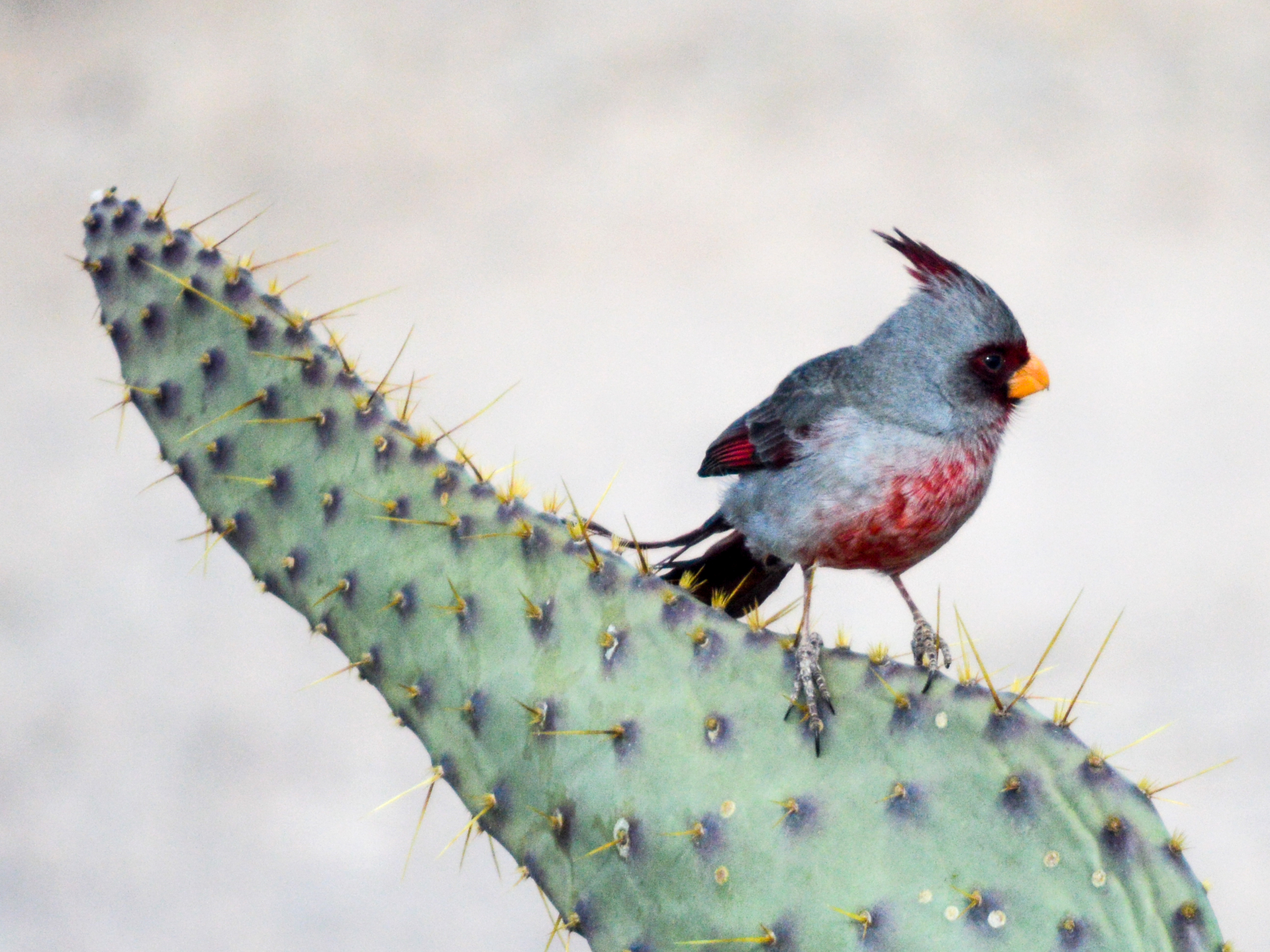
Macho em Columbus, Novo México.